# Stanislav Zvolenský
Stanislav Zvolenský (Nagyszombat, 1958. november 19. –) szlovák katolikus pap, pozsonyi érsek.

## Pályafutása
1982. június 13-án szentelték pappá Pozsonyban. Ezt követően Galántán, majd 1985-től Galgócon volt káplán, 1990-ben Pozsonyszőlősön plébános. 1990-ben Innsbruckban, 1991-től Rómában folytatott tanulmányokat.
1998-ban a nagyszombati egyházi bíróság alelnökévé nevezték ki. 1999-től tanársegéd a pozsonyi Comenius Egyetem Cirill és Metód Római Katolikus Teológiai Karán, 2001-től dékánhelyettes.

### Püspöki pályafutása
2004. április 2-án nova sinnai címzetes püspökké és pozsony-nagyszombati segédpüspökké nevezték ki. Május 2-án szentelte püspökké Ján Sokol pozsony-nagyszombati érsek, Henryk Józef Nowacki szlovákiai apostoli nuncius és Dominik Tóth pozsony-nagyszombati segédpüspök segédletével.
2008. február 14-én az újonnan létrehozott Pozsonyi főegyházmegye érsekévé nevezték ki; hivatalába március 8-án iktatták be. A Szlovák Püspöki Konferencia elnöke; 2012-ben újraválasztották.
2018. március 3-án ő temette Ján Kuciak meggyilkolt újságírót és jegyesét Trencsénselmecen.